# ماسان كوب
ماسان كوب (بالفارسية: ماسان کوپ) هي قرية تقع في غلستان في إيران. يقدر عدد سكانها بـ 333 نسمة بحسب إحصاء 2016.